# Scrainwood
Scrainwood – przysiółek w Anglii, w Northumberland, w dystrykcie (unitary authority) Northumberland, w civil parish Alnham. Leży 19.9 km od miasta Alnwick, 51.5 km od miasta Newcastle upon Tyne i 448.4 km od Londynu. W 1951 roku civil parish liczyła 16 mieszkańców.